# Хуан Наньянь
Хуан Наньянь (спрощ.: 黃 楠雁; 11 квітня 1977, Гуансі-Чжуанський автономний район, КНР) — китайська бадмінтоністка, олімпійська медалістка.
На літніх Олімпійських іграх 2000 в Сіднеї вона завоювала срібну медаль в парному жіночому розряді, виступаючи разом з Ян Вей.